# Сирники
Сирники (рус. сырники, блр. сырнікі) су пржене источнословенске палачинке од кварка (скута). Они су део белоруске, руске, украјинске, летонске и литванске кухиње.  У Русији су познати и као творожники.

## Етимологија
Име сирники потиче од словенске речи сир (сир), што значи меки сир. Украјински језик задржава старословенско значење те речи, као у домашниј сир (домашниј сир, буквални превод „домаћи сир“), док се у руском користи друга стара словенска реч за сир, творог. 

## Припрема
Сирники или творожники се праве од кремастог творога, помешаног са брашном, јајима и шећером, понекад са додатком екстракта ваниле. Као замена за творог предлаже се сир или кварк. Мекана смеса се обликује у колаче, који се прже у тигању на биљном уљу или на врелом путеру. Конзистенција треба да остане благо кремаста, док су благо порумени са обе стране. Традиционално су слатке  и служе се за доручак или десерт, али могу бити и слане. У тесто се понекад додају суво грожђе, сецкане суве кајсије, свеже јабуке или крушке.  Обично се послужују са џемом, сметаном (павлаком) и/или растопљеним путером. 

## Изван источне Европе
Њихов еквивалент у Немачкој, посебно у Источној Немачкој, су Quarkkäulchen. Сирники су последњих година стекли популарност у Израелу, а њих су донели имигранти из Украјине, Русије и Белорусије. 